# Cwaliny Duże
Cwaliny Duże – wieś w Polsce położona w województwie podlaskim, w powiecie kolneńskim, w gminie Mały Płock.
Wierni kościoła rzymskokatolickiego należą do parafii Najświętszej Maryi Panny Ostrobramskiej Matki Miłosierdzia w Kątach.

## Historia
Wieś szlachecka Cwaliny-Wielkie położona była w drugiej połowie XVI wieku w powiecie kolneńskim ziemi łomżyńskiej. W latach 1921–1939 wieś leżała w województwie białostockim, w powiecie kolneńskim (od 1932 w powiecie ostrołęckim), w gminie Mały Płock.
Według Powszechnego Spisu Ludności z 1921 roku zamieszkiwały tu 164 osoby w 28 budynkach mieszkalnych. Miejscowość należała do parafii rzymskokatolickiej w m. Mały Płock. Podlegała pod Sąd Grodzki w Kolnie i Okręgowy w Łomży; właściwy urząd pocztowy mieścił się w m. Mały Płock.
W latach 1975–1998 miejscowość administracyjnie należała do województwa łomżyńskiego.

## Zabytki
W miejscowości znajduje się cmentarz wojenny z okresu I wojny światowej, nr rej.: A-534 z 20 grudnia 1994.